# Lori McKenna
Lori McKenna (Stoughton, 22 de dezembro de 1968) é uma compositora, cantora e performer norte-americana.